# リンカーン郡 (ネブラスカ州)
座標: 北緯41度03分 西経100度45分 / 北緯41.05度 西経100.75度
リンカーン郡（リンカーンぐん、英: Lincoln County）は、アメリカ合衆国のネブラスカ州にある郡。2000年時点での人口は34,632人で、郡庁所在地はノース・プラット (North Platte)。同州の州都もリンカーンという名だが、リンカーン郡からは離れていて直接の関係は無い。
リンカーン郡はノース・プラット小都市統計地域の一部になっている。
ネブラスカ州のナンバープレートでは、リンカーン郡の車両は最初の数字が15になっている。これは1922年にナンバープレートの制度を確立した際、リンカーン郡の車両登録数が州内の郡で15番目に多かったからである。

## 地理
アメリカ合衆国国勢調査局によると、この郡は総面積6,669 km2 (2,575 mi2) である。このうち6,641 km2 (2,564 mi2)が陸地で、29 km2 (11 mi2) が海や湖などの水面である。総面積のうち0.43%が水面となっている。

### 隣接する郡
- ローガン郡（北東）
- カスター郡（北東）
- ドーソン郡（南東）
- フロンティア郡（南東）
- ヘイズ郡（南西）
- パーキンズ郡(Perkins County)（南西）
- キース郡（北西）
- マクファーソン郡（北西）

## 人口動静

2000年の時点での郡の人口ピラミッド

2000年の国勢調査によると、リンカーン郡には34,632人、14,076世帯、及び9,444家族が暮らしている。人口密度は5/km2 (14/mi2) で、6/mi2の平均的な密度に15,438軒の住居が建っている。この郡の人種の構成は白人94.70%、黒人（アフリカ系アメリカ人）0.54%、先住民0.51%、アジア系0.37%、太平洋諸島系0.02%、その他の人種2.65%、及び混血1.21%で、5.43%の人々がヒスパニックまたはラテン系である。
リンカーン郡に住む14,076世帯のうち、32.00%は18歳未満の子どもと暮らしており、55.90%は夫婦で生活している。8.00%は未婚の女性が世帯主であり、32.90%は家族以外の住人と同居している。28.30%は独居で、全世帯の11.60%は65歳以上の独居老人世帯である。1世帯あたりの平均人数は2.41人であり、家庭の場合は2.97人である。
郡の住民は26.20%が18歳未満の子どもで、18歳以上24歳以下が8.30%、25歳以上44歳以下が26.60%、45歳以上64歳以下が23.80%、および65歳以上が15.10%となっている。平均年齢は38歳である。女性100人ごとに対して男性は96.50人いて、18歳以上の女性100人ごとに対して男性は93.40人いる。
郡の世帯ごとの平均収入は36,568米ドルで、家族ごとでは45,185米ドルである。男性の36,244米ドルに対して女性は20,252米ドルの平均的な収入がある。この郡の一人当たりの収入 (per capita income) は18,696米ドルである。総人口の9.70%、家族の7.20%は貧困線以下である。18歳未満の子どもの12.10%及び65歳以上の9.30%は貧困線以下の生活を送っている。

## 都市、村およびその他コミュニティ
- ブレイディ (en:Brady, Nebraska)
- ディケンズ (en:Dickens, Nebraska)
- ハーシー (en:Hershey, Nebraska)
- マクスウェル (en:Maxwell, Nebraska)
- ノース・プラット (en:North Platte, Nebraska)
- サザーランド (en:Sutherland, Nebraska)
- ウォレス (en:Wallace, Nebraska)
- ウェルフリート (en:Wellfleet, Nebraska)